# وفاء مسعود
وفاء مسعود ( بالإنجليزية Wafe Messaoud)  من مواليد 24 أكتوبر 1994م، هي لاعبة كرة قدم تونسية، تلعب في مركز الدفاع مع نادي الترجي السعودي ومنتخب تونس للسيدات.

## المسيرة الكروية
لعبت وفاء مسعود لنادي قفصة في تونس. 
في ديسمبر 2022م، انتقلت مسعود إلى تركيا وانضمت إلى نادي فاتح وطن سبور في إسطنبول للعب في الدوري الممتاز للسيدات 2021–22 . وشاركت في 16 مباراة في موسم 2021-22م. وفي الموسم التالي، انتقلت إلى نادي كيرتشبورنو سبور. وفي النصف الثاني من موسم 2022–23م، غيرت مسعود ناديها وانتقلت إلى نادي باغجيلار إيفرين سبور في الدوري التركي الأول. وفي عام 2023م، انتقلت مسعود إلى دوري الدرجة الأولى السعودي للسيدات لتلعب مع نادي الترجي السعودي، وحققت مسعود جائزة هداف الدوري برصيد 36 هدفًا، وتأهلت للدوري السعودي الممتاز للسيدات 

## المسيرة الدولية
شاركت مسعود مع منتخب تونس على المستوى الأول، وحققت معه فوزين وديين خارج أرضه على الأردن في يونيو 2021م. 

### الأهداف الدولية
قائمة الأهداف والنتائج تونس الأولى في قائمة الأهداف
| رقم | التاريخ        | المكان                               | المنافس | نتيجة | مسابقة                  | المرجع |
| --- | -------------- | ------------------------------------ | ------- | ----- | ----------------------- | ------ |
| 1   | 27 أغسطس 2021م | ستاد اكاديمية الشرطة ، القاهرة ، مصر | السودان | 12–1  | كأس العرب للسيدات 2021م |        |

## روابط خارجية
- Wafe Messaoud at Global Sports Archive
- وفاء مسعود  على فيسبوك.
- وفاء مسعود على إنستغرام